# Хорватская крестьянская партия
Хорватская крестьянская партия (хорв. Hrvatska seljačka stranka, HSS) — аграрная политическая партия Хорватии. Основанная братьями Анте и Степаном Радичем ещё во времена Австро-Венгрии (в 1904 году), между Первой и Второй мировой войной была ведущей хорватской политической силой в Югославии, стоящей на левоцентристских и федеративистских позициях, и подвергалась преследованиями со стороны великосербских властей. В условиях нацистской оккупации фактически прекратила своё существование, после войны действовала в изгнании. Возродилась в 1989 году уже как центристская и социально-консервативная партия, затем сдвинулась в сторону социал-либерализма.

## Историческая партия

### В Австро-Венгрии

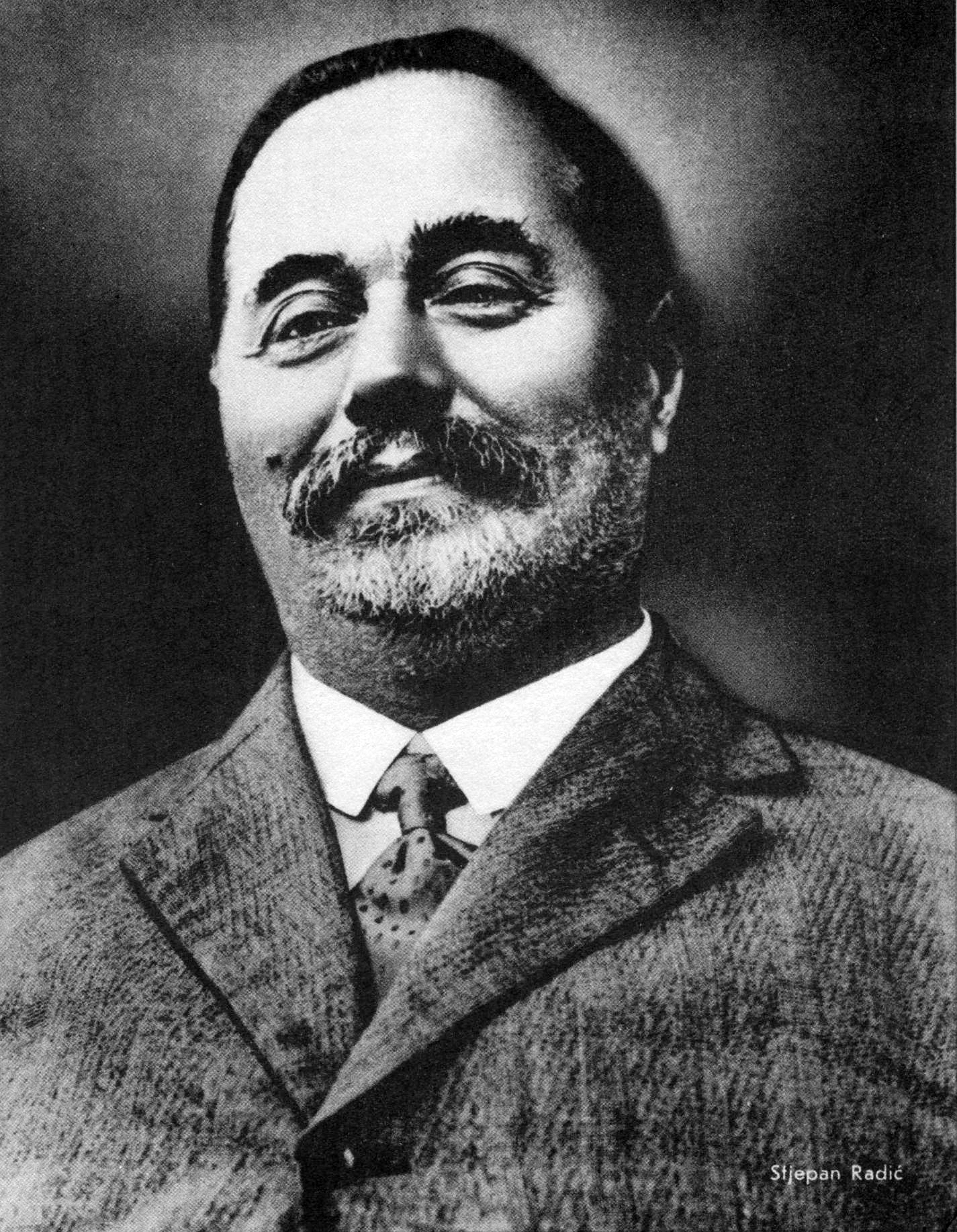
Степан Радич, соучредитель партии.

Хорватская народная крестьянская партия (Hrvatska pučka seljačka stranka) была основана 22 декабря 1904 года Анте Радичем и его братом Степаном Радичем. В принятой в январе 1905 года первой программе ХНКП выдвигались требования политических и гражданских свобод, предоставления избирательного права всем «самостоятельным хозяевам», ликвидации сословных привилегий аристократии, выкупа и перераспределения части помещичьих земель свыше 300 га, установления «крестьянской демократии» и федерализации Австро-Венгерской империи Габсбургов с целью объединения в одной административной единице земель Славонии и Далмации и достижения широкой автономии Хорватии в сфере финансов и экономики (таким образом, Хорватия стала бы равноправным субъектом в рамка монархии с Австрией и Венгрией).
После 1905 года наблюдался постепенный рост поддержки и влияния ХНКП: её собрания собирали по 20 тысяч крестьян. Впервые партия приняла участие на выборах в Королевстве Хорватия и Славония в 1906 году, однако так и не получила мест в парламенте. Больший успех ждал партию на следующих выборах: в 1908 году партия получила 2 места, в 1910 и 1911 — 9 мест. Несмотря на то, что Хорватия в то время находилась под властью Будапешта и Вены, партия продолжала открыто выступать за бо́льшую автономию, права крестьян и земельную реформу. Одновременно она поддерживала сотрудничество живущих в империи Габсбургов хорватов и сербов. Поскольку деятельность ХНКП стимулировала социальные выступления разных слоёв крестьянства, против неё был направлен надзор полиции и осуждение со стороны верхушки духовенства.

### Образование Югославии
ХНКП поддержала аннексию Австро-Венгрией Боснии и Герцеговины в 1908 году и сторону австро-венгерского правительства в Первой мировой войне 1914—1918 годах. С кризисом империи в конце войны партия окончательно отошла от идеологии австрославизма и выступила против господства Габсбургов над южнославянскими народами, требуя взамен независимости Хорватии в едином демократическом югославянском государстве. После распада Австро-Венгрии ХНКП получила большую поддержку населения в связи со своей пропагандой по созданию независимого хорватского государства и оппозиции к созданию такого Королевства сербов, хорватов и словенцев, где централистские устремления сербских верхов ограничили бы самоуправление хорватов. Несмотря на усилия партии, королевство было создано, а Хорватская крестьянская партия стала оппозиционной в парламенте.
В этот период партия выступает за такое федеративное государство, в котором Хорватия будет предоставлена равном положении с Сербией. На партийном съезде в Загребе (февраль 1919) заявляются требования о земельной реформе, большей хорватской автономии и в конечном итоге независимости в форме самостоятельной республики. С этой целью Хорватская крестьянская партия была переименована в Хорватскую республиканскую крестьянскую партию, однако в 1925 году королевские власти заставили членов партии удалить слово «Республиканский» из названия в связи с его антимонархическим оттенком.
В начале 1920 года югославское правительство премьер-министра Николы Пашича использовало политическое и полицейское давление на избирателей и представителей этнических меньшинств, производились конфискации брошюр оппозиции и другие меры фальсификации выборов, чтобы оставить оппозиционные партии, в первую очередь Хорватскую крестьянскую партию и её союзников, в меньшинстве в парламенте Югославии. Пашич считал, что Югославия должна быть централизованной насколько это возможно, он следовал идее создания Великой Сербии c концентрацией всей полноты власти в руках Белграда. Однако на выборах ноября 1920 года в Учредительную скупщину Хорватская республиканская крестьянская партия всё же получила 230 тысяч голосов избирателей и 50 депутатских мандатов, а на выборах 1923 года в Народную скупщину — 473 тысяч голосов и 70 мандатов. Таким образом, ХКРП стала второй по численности и влиянию после сербской Народной радикальной партии.

### В оппозиции и во власти
Под руководством Степана Радича партия сближалась с левыми — так, результатом его визита в СССР стало вступление ХРКП в 1924 году в революционный («красный») Крестьянский интернационал, связанный с Коминтерном. На это белградское правительство ответило запретом ХРКП и арестом Радича, вынудив ХКРП к переговорам и отказу от республиканских требований. Более того, в июле 1925 года партия, переименованная в ХКП, даже вошла в правительственную коалицию с сербскими радикалами (в которой Радич затем стал министром просвещения), но уже в 1926 году вышла из правительства в знак протеста против великосербской политики партнёров. В конце 1927 года ХКП вступила в политический блок с Независимой демократической партией (основанной в 1924 году), образовав «Крестьянско-демократическую коалицию».

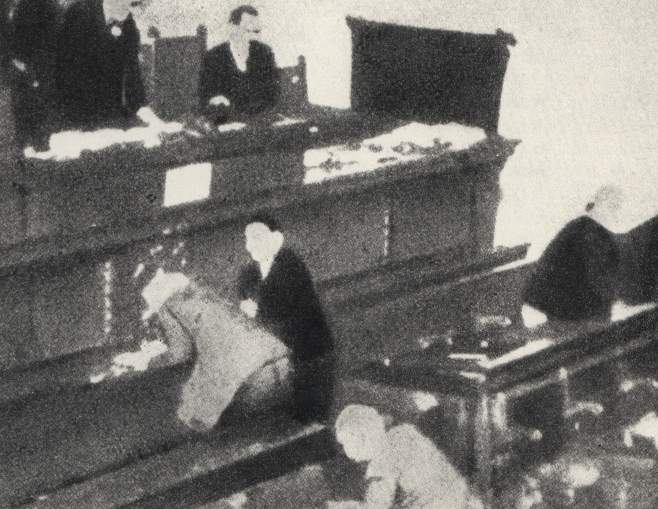
Фотография выстрелов Пуниши Рачича на Национальной Ассамблее в представителей Хорватской крестьянской партии.

Стратегией ХКП как оппозиционной партии было бойкотирование заседаний парламента, которое не только позволило сербским политикам стремиться к дальнейшей консолидации власти, но и создавало политическую нестабильность и вражду. 20 июня 1928 года Пуниша Рачич, сербский ультранационалист из Черногории, произнёс провокационную речь на сессии парламента. В ответ на резкую реплику депутата от Хорватской крестьянской партии Ивана Пернара, обвинившего Рачича в коррупции («Скажи нам, сколько (крови) ты пролил, мы заплатим тебе золотом!»), смертельно ранил Радича и ряд других депутатов ХКП. Это событие стало одной из предпосылок установления 6 января 1929 года монархической диктатуры короля Александра. Вскоре после этого страна была переименована в Королевство Югославия и все политические партии были запрещены. ХКП была парализована этими событиями и фактически бездействовала.
Некоторые политические свободы были восстановлены в 1931 году, и Хорватская крестьянская партия, во главе с Владко Мачеком, снова была легализована и оказалась в оппозиции. Мачек показал большие организаторские способности и политическое искусство, в результате чего ХКП заручилась поддержкой среди представителей всех классов хорватского народа, а также последователей практически любой идеологии. Мачек первым подписал принятые 7 ноября 1932 году «Загребские пунктации» Крестьянско-демократической коалиции, осуждавшие диктаторский режим и требовавшие восстановления демократии, а также федерализации Югославии; в ответ на это на ХКП вновь обрушились репрессии.
Хорватская крестьянская партия стала объединяющей силой для большинства оппозиционных партий в Королевстве Югославия, объединившихся в «Блок народного соглашения», требовавший демократизации общественной жизни. Хотя коалиция во главе с ХКП пропустила выборы 1938 года, партия оставалась силой, с которой приходилось считаться. 26 августа 1939 года было подписано Соглашение Цветковича — Мачека, которое привело к созданию полуавтономной Хорватской бановины под руководством Хорватской крестьянской партии. В то же время, ХКП вернулась в королевское правительство, в котором Мачек получил пост заместителя премьер-министра. Заместитель председателя Хорватской крестьянской партии Иван Шубашич стал баном Хорватской бановины.
После свержения 27 марта 1941 года правительства Цветковича Мачек сохранил пост одного из заместителей премьер-министра в новом кабинете генерала Душана Симовича.

### Распад и запрет партии
Положение партии изменилось с началом итало-немецкого вторжения в Югославию в апреле 1941 года. Некоторые члены партии оказались по разные стороны баррикад: те, кто сочувствовал выступавшему в союзе с Германией и Италией хорватскому движению за независимость (усташи), и тех, чьи левые убеждения привели их к участию к югославским партизанам. Левые члены ХКП совместно с местными коммунистами сыграли ключевую роль в основании Земельного антифашистского веча народного освобождения Хорватии. Но подавляющее большинство сторонников Хорватской крестьянской партии оставались пассивными и нейтральными во время войны, в то время как усташи, прокоммунистические партизаны и промонархические четники боролись за власть.
После победы коммунистов Коммунистическая партия Югославии установила однопартийную систему и все прочие политические партии, в том числе Хорватская крестьянская партия, были объявлены вне закона. Только через 45 лет ХКП вновь смогла легально участвовать в политической жизни Хорватии. За это время Мачек был руководителем Хорватской крестьянской партии в изгнании до своей смерти в 1964 году. Юрай Крневич занимал пост лидера до своей смерти в 1988 году, всего через год ХКП смогла возобновить свою работу в Хорватии.

## Современная партия
С появлением многопартийной системы в 1990 году, Хорватская крестьянская партия была воссоздана и на выборах 1990 года получила несколько мест в парламенте Хорватии. Они оставались в оппозиции до выборов 2000 года, когда они получили три министерских портфеля за участие в коалиции с победившей Социал-демократической партии Хорватии.
Сегодня Хорватская крестьянская партия считает себя одной из левоцентристских европейских политических партий, которые выступают за проаграрную политику и большее экономическое вмешательство со стороны государства. По социальным вопросам возрождённая ХКП в значительной степени была консервативна, поддерживала христианскую основу нравственности в общественной жизни и являлась ассоциированным членом Европейской народной партии.
На выборах в 2003 году партию поддержали 7,2 % избирателей, что позволило ей получить 10 из 151 мест в парламенте. Перед выборами 2007 года партия объявила о коалиции с оппозиционными Альянсом Приморье-Горского Котара и Хорватской социально-либеральной партией. Коалиция получила 6,5 % голосов и 8 из 153 мест в парламенте (6 собственно Хорватская крестьянская партия). После выборов они стали частью правительственной коалиции Иво Санадера и получили два министерских портфеля (сельского хозяйства и туризма). На выборах 2011 года ХКП, выступавшая самостоятельно, получила только 3 % голосов и 1 место в парламенте.

## Лидеры партии
1. Степан Радич (1904—1928)
2. Владко Мачек (1928—1964)
3. Юрай Крневич (1964—1988)
4. Драго Стипак (1991—1994)
5. Златко Томчич (1994—2005)
6. Иосип Фришчич (2005—2012)
7. Бранко Хрг (2012—2016)
8. Крешо Беляк (с 2016)